# Réti pityer

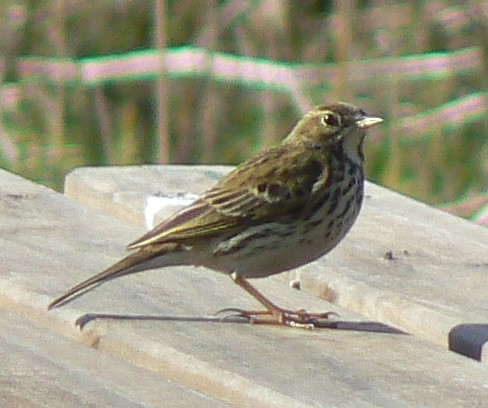

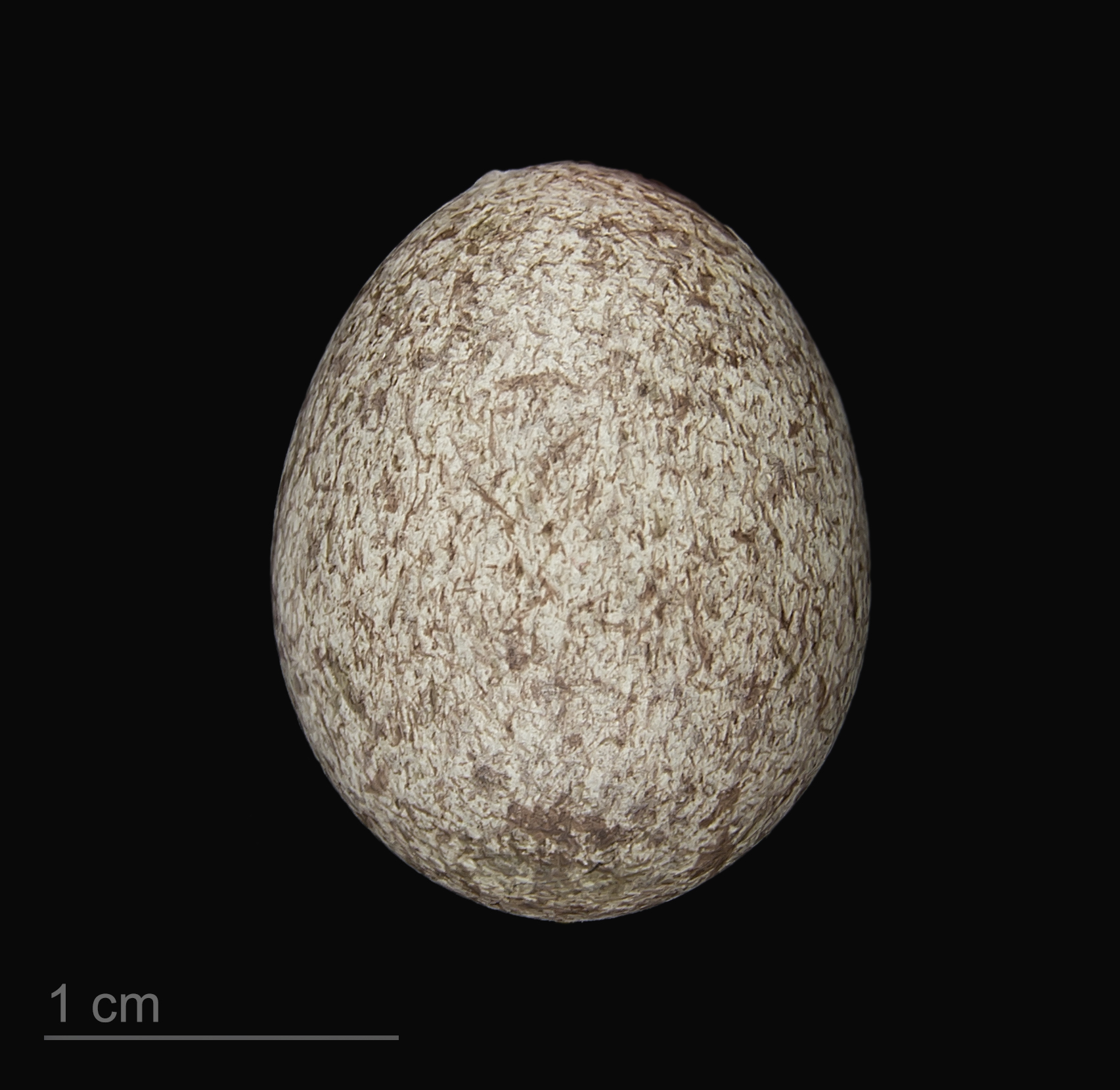
Anthus pratensis

A réti pityer (Anthus pratensis) a madarak osztályának verébalakúak (Passeriformes) rendjébe és a billegetőfélék (Motacillidae) családjába tartozó faj.

## Előfordulása
Európa északi részén és Szibériában költ, telelni Ázsia déli részére és Észak-Afrikába vonul. Nedves, mocsaras rétek és lápok lakója.

## Alfajai
- Anthus pratensis pratensis
- Anthus pratensis whistleri

## Megjelenése
Testhossza 14,5 centiméter, szárnyfesztávolsága 22 centiméter, testtömege 20 gramm. Begye erősen csíkozott, világos testalja szürkés vagy barnás. Lábai világosbarnák, sárgásak vagy hússzínűek. Hívóhangja kettes vagy hármas szíp-szíp.

## Életmódja
Fű közötti vagy leveleken lévő rovarokat fogyaszt. Télen magokat is eszik. Őszi vonulása szeptemberben és októberben zajlik, de enyhébb időben áttelel.

## Szaporodása
A tojó fészkét a földön lévő kisebb mélyedésbe rejti. Fészekalja 4–5 tojásból áll, melyen a tojó kotlik 13–14 napig. A fiókák még 12–14 napig tartózkodnak a fészekben, de egy ideig még utána sem tudnak repülni. A táplálásban mindkét szülő rész vesz.

## Kárpát-medencei előfordulása
Magyarországon rendszeres átvonuló.

## Védettség
Magyarországon védett, természetvédelmi értéke 10 000 Ft.